# Underwood-Petersville
Underwood-Petersville – jednostka osadnicza w Stanach Zjednoczonych, w stanie Alabama, w hrabstwie Lauderdale.